# Onthophagus polyodon
Onthophagus polyodon là một loài bọ cánh cứng trong họ Bọ hung (Scarabaeidae).